# Au diable la célébrité
Pour plus de détails, voir Fiche technique et Distribution.
Au diable la célébrité (Al diavolo la celebrità) est un film italien de Mario Monicelli et Steno, sorti en 1949.

## Synopsis
Le professeur Bresci est un homme qui se consacre tout entier à l'étude des objets et des cultures de l’Orient. Une nuit, sans l’avoir voulu, il invoque le diable et voilà que celui-ci lui apparaît vraiment et lui offre de satisfaire tous ses désirs. Au comble de la joie le professeur lui révèle ce qu’il veut : devenir célèbre et faire tomber amoureuse de lui la jolie secrétaire d’un homme politique connu. Le diable lui propose alors de le faire se réincarner dans le corps d’un célèbre ténor qui vient juste de mourir. Cette transformation va entraîner toute une série de vicissitudes qui permettront à Bresci d’atteindre son but mais d’une façon très différente de ce qu’il s’était imaginé.

## Fiche technique
- Titre original : Al diavolo la celebrità
- Titre français : Au diable la célébrité
- Réalisation : Mario Monicelli et Steno
- Scénario : Mario Monicelli, Steno, George Tapparelli, Dino Hobbes Cecchini et Ernesto Calindri
- Photographie : Leonida Barboni et Tonino Delli Colli
- Pays de production : Italie
- Format : noir et blanc - mono
- Genre : comédie
- Dates de sortie :
  - Italie : 18 novembre 1949
  - France : 13 juillet 1951

## Distribution
- Marcel Cerdan : Maurice Cardan
- Ferruccio Tagliavini : Gino Marini
- Mischa Auer : Bernard Stork
- Marilyn Buferd : Ellen Rawlins
- Carlo Campanini : Emilio Poliazzi
- Leonardo Cortese : Prof. Franco Bresci
- Aldo Silvani : le diable
- Alba Arnova : la sœur d'Elena
- Folco Lulli : Ramirez
- Franca Marzi : Flora
- William Tubbs : Antonio
- Luigi Pavese : Délégué soviétique
- Giovanni Petrucci
- Nyta Dover
- Abbe Lane